# 제임스 퓨어포이
제임스 퓨어포이(James Purefoy, 1964년 6월 3일 ~ )는 잉글랜드의 배우이다.

## 출연 작품

### 드라마
- 로마
- 얼터드 카본

### 영화
- 7월의 축제
- 레지던트 이블